# Content-SORT
Content-SORT es un software clasificado como Headless Content Management System (Sistema de Gestión de Contenidos Web (CMS) de Backend) desarrollado por SORT (Soluciones de Organización en Tecnologías de la Información S.L.) en Madrid, España.
Es un software con dos modelos de comercialización: Content SORT Lite (Gratuito) y Content SORT Professional (de pago y de código cerrado).
Actualmente la versión CS2205 es la última liberada e instalada en parques informáticos.
Consiste en varios módulos de software, que permiten a usuarios no técnicos la construcción de aplicaciones web, y la gestión de Portales Web, Intranets o Extranets, con la novedad de que, a pesar de estar gestionando Bases de datos, Tablas, diferentes tipos de contenido, y otros muchos elementos, en muchos casos no requiere programación alguna.
Además, proporciona todo un framework para el desarrollo de aplicaciones web. 
Básicamente este software permite disponer de las siguientes funcionalidades:
- Creación y gestión de Portales Web multiidioma
- Gestión de Contenidos Empresariales (ECM)
- Comercio electrónico (e-Commerce)
- Tienda Online
- Central de Reservas
- Motor de Workflow (Case Management)
- Generador de formularios en línea
- Portal del Empleado
- Gestión documental (Data Room Virtual)
- Servidor PDF con marcas de agua (DAM)
- Maquetación para generación de documentos papel en PDF
- Redes Sociales (Web 2.0), con mensajería interna
- Gestión de usuarios y grupos
- Gestión de metadatos semánticos (Web semántica) para buscadores
- Gestión de metadatos SEO
- Gestión de banners, newsletters, etc.
- Aplicaciones móviles gestionadas
- Gestión de Bases de datos corporativas

Destaca su capacidad de integración con sistemas externos, haciendo que algunos expertos lo clasifiquen como ECM, gracias a su gestión de procesos y su interfaz basada en Servicios Web (Web Services) con protocolos SOAP, REST y XML-RPC, pudiendo gestionar información en múltiples formatos de forma nativa como por ejemplo CSV o XML. De esta forma puede utilizarse como sistema middleware para servir datos a sistemas de BackOffice, aplicaciones web y aplicaciones móviles. Dispone de conectores nativos a Bases de Datos externas, como Oracle o SQL Server. También se integra con otros sistemas de Back Office, como sistemas ERP, CRM o BPM.
La plataforma Content-SORT soporta todos los estándares Web W3C y de accesibilidad definidos por la WAI. Orientado originalmente sobre tecnología LAMP, realmente es multiplataforma (PHP), pudiendo funcionar sobre servidores Linux, Windows Server, Mac, o servidores de aplicaciones Java EE (como por ejemplo WebLogic), y sobre diferentes bases de datos. Se basa en una arquitectura MVC (Modelo–vista–controlador) de 3 capas: Bases de Datos, Aplicación, Presentación.